# The Hate U Give
The Hate U Give (bra: O Ódio Que Você Semeia) é um filme de drama norte-americano de 2018, dirigido por George Tillman, Jr., baseado na história homônima de Angie Thomas. Estrelado por Amandla Stenberg, Regina Hall, Russell Hornsby, KJ Apa, Common e Anthony Mackie, relata a história de uma estudante que presencia um tiroteio policial.
O filme estreou no Festival Internacional de Cinema de Toronto, em 7 de setembro de 2018, e foi lançado nos Estados Unidos, em 5 de outubro de 2018, e no Brasil, em 6 de dezembro de 2018.

## Elenco
- Amandla Stenberg como Starr Carter
- Regina Hall como Lisa Carter
- Russell Hornsby como Maverick "Mav" Carter
- Algee Smith como Khalil
- Lamar Johnson como Seven Carter
- Issa Rae como April Ofrah
- KJ Apa como Chris
- Common como Carlos
- Anthony Mackie como King
- Dominique Fishback como Kenya
- Sabrina Carpenter como Hailey
- Megan Lawless como Maya